# Курсели
Курсель (фон Курсель или фон Курселль; мн. ч. Курсели; нем. Kursell) — остзейский немецкий дворянский род.

## Происхождение и история рода
Род Курселей восходит к XV веку, когда Георг (Йорг, Юрген) фон Курсель в 1442 году был впервые упомянут, как землевладелец и вассал Тевтонского ордена в Прибалтике.
Откуда основатель рода Георг фон Курсель прибыл в Прибалтику, историкам неизвестно. Некоторые специалисты по генеалогии считают возможным происхождение из Франции, но это предположение основано исключительно на сходстве с французской фамилией фр. Courcelle(s).
Родовым владением семьи какое-то время был замок Зоммерпален и окружавшие его земли (ныне волость Сымерпалу, провинция Вырумаа, Эстония). Однако, замок Зоммерпален  был разрушен в 1558 году, в начале Ливонской войны.
В XVII веке род Курселей служил Швеции, которая в тот период владела Эстляндией. После Северной войны большинство Курселей присягнули на верность России. В Российской империи род Курселей был внесён в дворянский матрикул Эстляндской губернии.
Из числа российских Курселей известны, в частности
- Курсель Христофор Генрих (1722—1795) — русский генерал-поручик (генерал-лейтенант), в годы Семилетней войны за верность России был арестован в Пруссии и провёл 13 лет в заключении в крепости Шпандау.
- Курсель, Виктор Магнусович (1836—1904) — русский генерал от инфантерии (1900), участник Русско-турецкой войны 1877—1878 годов. В. М. Курсель уже значительно обрусел, а его поместье располагалось в Рязанской губернии.
- Курсель, Карл Фёдорович — Георгиевский кавалер (орден № 1047 (532); награждён 28 июня 1794, на момент награждения — секунд-майор).
- Курсель, Александр Фёдорович — Георгиевский кавалер (орден № 7168; награждён 17 декабря 1844, на момент награждения — полковник).
- Курсель, Константин Христофорович — Георгиевский кавалер (орден  № 8645; награждён 26 ноября 1851, на момент награждения — полковник).
- Курсель, Вернер Иванович (Александр Отто Адольф Вернер фон Курсель, 1881–1905) в чине прапорщика по морской части погиб на броненосце «Князь Суворов» в Цусимском сражении.

Спустившись в нижнюю батарею, я встретил Курселя.
Прапорщик по морской части Вернер фон Курсель, курляндец родом и общая симпатия всей суворовской кают-компании, плавая чуть ли не с детства на коммерческих судах, мог говорить на всех европейских языках, и на всех одинаково плохо. Когда в кают-компании над ним острили по этому поводу, он с серьёзным видом отвечал: «Но я думаю, что по-немецки всё-таки лучше другого!» На своем веку он столько видел и пережил, что никогда не терял душевного равновесия и никакие обстоятельства не могли помешать ему встретить доброго знакомого приятною улыбкой.
(…)
Но взрывы все учащались. Новые шланги были перебиты один за другим. В то же время где-то близко раздался характерный резкий удар, сопровождаемый лязгом рвущегося железа... Ещё и ещё... Матросами овладела паника. Никого и ничего не слушая, они бросились вниз.
Когда, огорченные неудачей, казалось, так хорошо начатого дела, мы спускались в нижнюю батарею, что-то (должно быть, какой-нибудь обломок) ударило меня в бок, и я пошатнулся.
— Опять задело?, — спросил Курсель, вынимая изо рта сигару...

А я смотрел на него и думал: «Вот если бы целую эскадру укомплектовать людьми с такой выдержкой!»— В. И. Семёнов. Бой при Цусиме. Глава 5.
Кроме того, существовала ещё ветвь рода Курселей, которая в начале XVIII века эмигрировала из Прибалтики в Силезию и с тех пор состояла в Прусском подданстве.
Из них известны:
- Курсель, Генрих Адольф фон (1693–1758) — прусский генерал-майор, кавалер ордена «Pour le Mérite», основатель Силезской ветви рода.
- Курсель, Карл Генрих фон (1780–1853) — прусский генерал-лейтенант, кавалер российского ордена Святого Станислава 1 степени (1838).

Силезская ветвь род Курселей пресеклась в самом начале XX века. Однако, после революции в России, часть эстляндских Курселей эмигрировла в Германию.
Из них
- Курсель, Клаус фон (1910—1959) служил в вермахте, где был награждён рыцарским крестом Железного креста (в октябре 1944 года), после окончания войны в чине майора вступил в бундесвер (армию ФРГ).
- Курсель, Отто фон (1884—1967), выпускник Рижского политехникума (1905), офицер русской армии в годы Первой мировой войны, был известным художником, учеником Франца фон Штука. Уже в 1922 году в Германии Отто фон Курсель вступил в НСДАП, и с тех пор был известен как один из художников-пропагандистов Третьего Рейха. После войны пять лет просидел в тюрьме в советской зоне оккупации Германии, в 1950 году вернулся в Мюнхен, где провёл свою старость в полном уединении.

## Описание герба
На гербах обоих ветвей рода (эстляндской и силезской) был изображён кабан, развёрнутый влево, пронзённый тремя стрелами (с некоторыми отличиями). Ниже представлено описание герба эстляндской ветви рода.
В золотом поле бегущий чёрный вепрь, пронзённый тремя веерообразно расположенными красными стрелами с синим оперением, средняя из которых серебряным остриём достигает подножия щита.
На щите дворянский коронованный шлем. Нашлемник: три веерообразно расположенных стрелы с синим оперением и серебряными остриями. Намёт на щите чёрный, подложенный золотом.